# Miamis Grand Prix 2024
Miamis Grand Prix 2024, officiellt Formula 1 Crypto.com Miami Grand Prix 2024, var ett Formel 1-lopp som kördes den 5 maj 2024 på Miami International Autodrome i Miami i USA. Det var det sjätte loppet ingående i Formel 1-säsongen 2024 och kördes över 57 varv.
Loppet var det andra under säsongen som kom att använda sig av sprintformatet.

## Ställning i mästerskapet före loppet
| Pos. | Förare            | Poäng |
| ---- | ----------------- | ----- |
| 1 ▬  | Max Verstappen    | 110   |
| 2 ▬  | Sergio Pérez      | 85    |
| 3 ▬  | Charles Leclerc   | 76    |
| 4 ▬  | Carlos Sainz, Jr. | 69    |
| 5 ▬  | Lando Norris      | 58    |

| Pos. | Konstruktör           | Poäng |
| ---- | --------------------- | ----- |
| 1 ▬  | Red Bull              | 195   |
| 2 ▬  | Ferrari               | 145   |
| 3 ▬  | McLaren-Mercedes      | 96    |
| 4 ▬  | Mercedes              | 52    |
| 5 ▬  | Aston Martin-Mercedes | 40    |

- Notering: Endast de fem bästa placeringarna i vardera mästerskap finns med på listorna.

## Sprintkvalet
Sprintkvalet kördes den 3 maj 2024 klockan 16:30 lokal tid (UTC-4), och fastställde startordningen för sprintracet. I de två första kvalrundorna var Lando Norris i McLaren snabbast, men i den avgörande tredjerundan var Max Verstappen i Red Bull snabbast, före Charles Leclerc i Ferrari och teamkamraten Sergio Pérez.
| Pos.                    | Nr. | Förare           | Konstruktör                  | Kvaltider | Kvaltider | Kvaltider | Sprint- grid |
| Pos.                    | Nr. | Förare           | Konstruktör                  | SQ1       | SQ2       | SQ3       | Sprint- grid |
| ----------------------- | --- | ---------------- | ---------------------------- | --------- | --------- | --------- | ------------ |
| 1                       | 1   | Max Verstappen   | Red Bull Racing-Honda RBPT   | 1:28.194  | 1:28.001  | 1:27.641  | 1            |
| 2                       | 16  | Charles Leclerc  | Ferrari                      | 1:28.537  | 1:27.977  | 1:27.749  | 2            |
| 3                       | 11  | Sergio Pérez     | Red Bull Racing-Honda RBPT   | 1:28.681  | 1:27.865  | 1:27.876  | 3            |
| 4                       | 3   | Daniel Ricciardo | RB-Honda RBPT                | 1:28.700  | 1:28.122  | 1:28.044  | 4            |
| 5                       | 55  | Carlos Sainz Jr. | Ferrari                      | 1:28.435  | 1:28.262  | 1:28.103  | 5            |
| 6                       | 81  | Oscar Piastri    | McLaren-Mercedes             | 1:28.056  | 1:28.163  | 1:28.161  | 6            |
| 7                       | 18  | Lance Stroll     | Aston Martin Aramco-Mercedes | 1:28.807  | 1:28.323  | 1:28.375  | 7            |
| 8                       | 14  | Fernando Alonso  | Aston Martin Aramco-Mercedes | 1:28.192  | 1:28.189  | 1:28.419  | 8            |
| 9                       | 4   | Lando Norris     | McLaren-Mercedes             | 1:27.939  | 1:27.597  | 1:28.472  | 9            |
| 10                      | 27  | Nico Hülkenberg  | Haas-Ferrari                 | 1:29.040  | 1:28.330  | 1:28.476  | 10           |
| 11                      | 63  | George Russell   | Mercedes                     | 1:28.387  | 1:28.343  | N/A       | 11           |
| 12                      | 44  | Lewis Hamilton   | Mercedes                     | 1:28.736  | 1:28.371  | N/A       | 12           |
| 13                      | 31  | Esteban Ocon     | Alpine-Renault               | 1:28.873  | 1:28.379  | N/A       | 13           |
| 14                      | 20  | Kevin Magnussen  | Haas-Ferrari                 | 1:28.377  | 1:28.614  | N/A       | 14           |
| 15                      | 22  | Yuki Tsunoda     | RB-Honda RBPT                | 1:28.687  | Ingen tid | N/A       | 15           |
| 16                      | 10  | Pierre Gasly     | Alpine-Renault               | 1:29.185  | N/A       | N/A       | 16           |
| 17                      | 24  | Zhou Guanyu      | Kick Sauber-Ferrari          | 1:29.267  | N/A       | N/A       | 17           |
| 18                      | 77  | Valtteri Bottas  | Kick Sauber-Ferrari          | 1:29.360  | N/A       | N/A       | 191          |
| 19                      | 2   | Logan Sargeant   | Williams-Mercedes            | 1:29.551  | N/A       | N/A       | 18           |
| 20                      | 23  | Alexander Albon  | Williams-Mercedes            | 1:29.858  | N/A       | N/A       | PL2          |
| 107 %-gränsen: 1:34.094 |     |                  |                              |           |           |           |              |
| Källor:                 |     |                  |                              |           |           |           |              |